# Javad Allahverdi
Javad Allahverdi (persan : جواد الله‌وردی) (né le 16 juin 1954 à Saveh en Iran) est un joueur de football international iranien, qui évoluait au poste de défenseur.

## Biographie

### Carrière en sélection
Avec l'équipe d'Iran, il joue deux matchs (pour aucun but inscrit) en 1978. 
Il figure dans le groupe des sélectionnés lors de la coupe du monde de 1978.
Il participe également aux JO de 1972.